# 악셀러레이션
《악셀러레이션》(영어: Acceleration)은 미국에서 제작된 마이클 머리노, 대니얼 지릴리 감독의 2019년 액션 스릴러 영화이다.

## 출연
- 숀 패트릭 플래너리 - 케인 역
- 돌프 룬드그렌 - 블라딕 조리치 역
- 척 리델 - 해니벌 역
- 내털리 번 - 로나 자이오키 역
- 퀸턴 "램페이지" 잭슨 - 일라이 역
- 대니 트레이호 - 샌토스 역